# لورا غوندرسن
لورا غوندرسن (بالنرويجية البوكمول: Laura Gundersen)‏ هي ممثلة نرويجية، ولدت في 27 مايو 1832 في برغن في النرويج، وتوفيت في 25 ديسمبر 1898 في كريستيانية ‏ في النرويج.